# Itäkeskus (métro d'Helsinki)
Itäkeskus (en finnois : Itäkeskus et en suédois : Östra centrum) est une station de bifurcation à l'extrémité est de la section commune aux lignes M1 et M2 du métro d'Helsinki. Elle est située, au 2 Tallinnanaukio, en limite des quartiers Itäkeskus et Vartiokylä de Helsinki en Finlande. Elle dessert notamment l'important centre commercial Itis.
Mise en service en 1982, elle est, depuis 2017, desservie alternativement par les rames des lignes M1 et M2.

## Situation sur le réseau

Plan du métro.

Établie en tranchée couverte, Itäkeskus est une station de passage et de bifurcation à l'extrémité est de la section commune aux ligne M1 et M2. Elle est située entre la station Herttoniemi, en direction du terminus ouest de la ligne M2 Tapiola et en direction du  terminus ouest de la ligne M1 Matinkylä, et les stations : Puotila, sur la branche nord-est M1 en direction du terminus Vuosaari ; et la station Myllypuro, en direction du terminus nord M2 Mellunmäki.
Elle dispose de trois voies parallèles qui desservent un quai latéral et un quai central.

## Histoire
La station Itäkeskus est mise en service le 1er juin 1982, lors de l'ouverture à l'exploitation de la première section du métro de Hakaniemi à Itäkeskus.

## Services aux voyageurs

### Accès et accueil
La station dispose de deux halls de billetterie et contrôle, au niveau 0, accessibles chacun par deux accès. Les circulations piétonnes vers la station située au niveau -1 s'effectuent pas des escaliers mécaniques et des ascenseurs pour l'accessibilité des personnes à la mobilité réduite.

### Desserte
Itäkeskus est desservie alternativement par les rames de la ligne M1 et de la ligne M2.

Installations et desserte
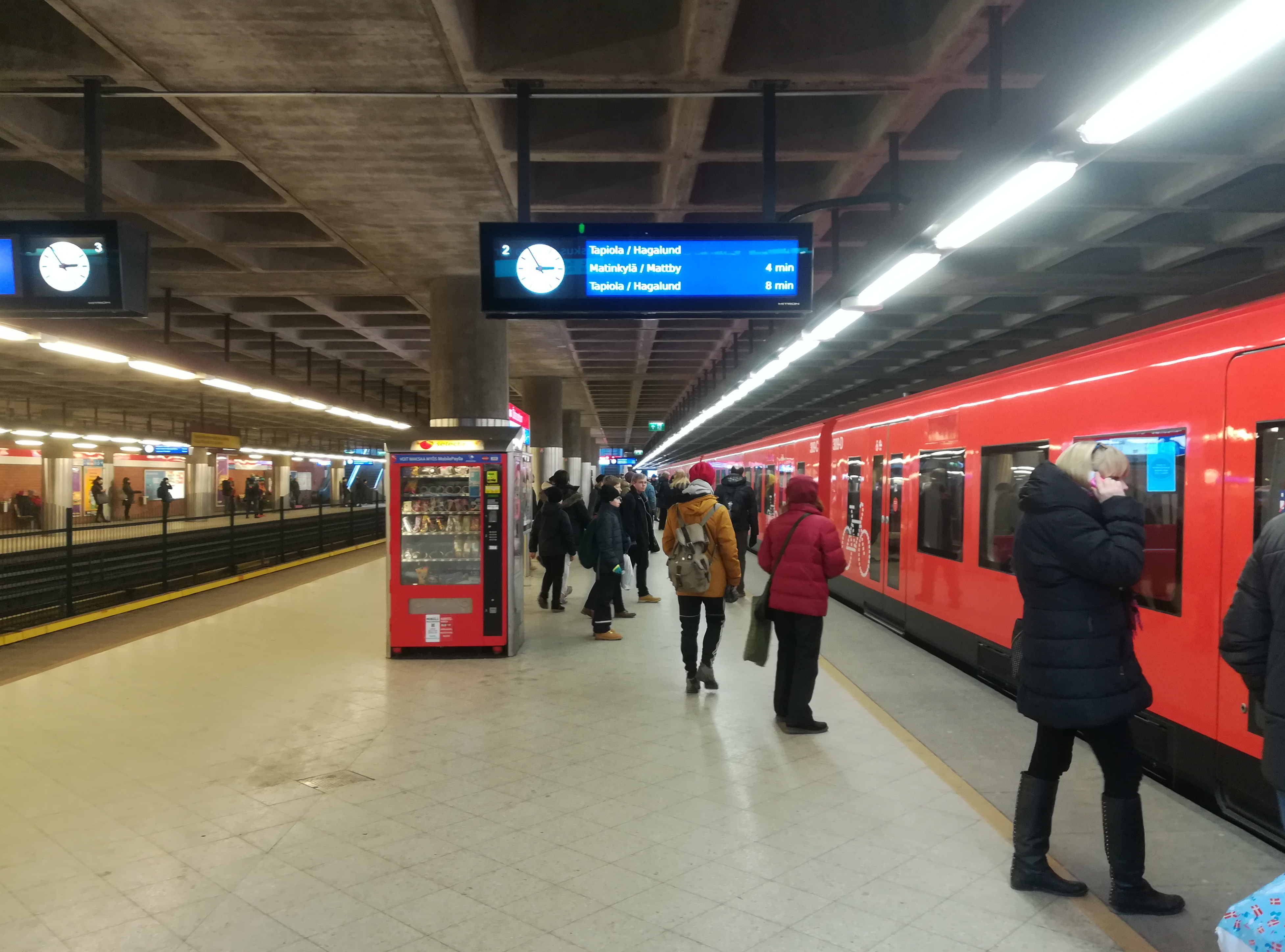
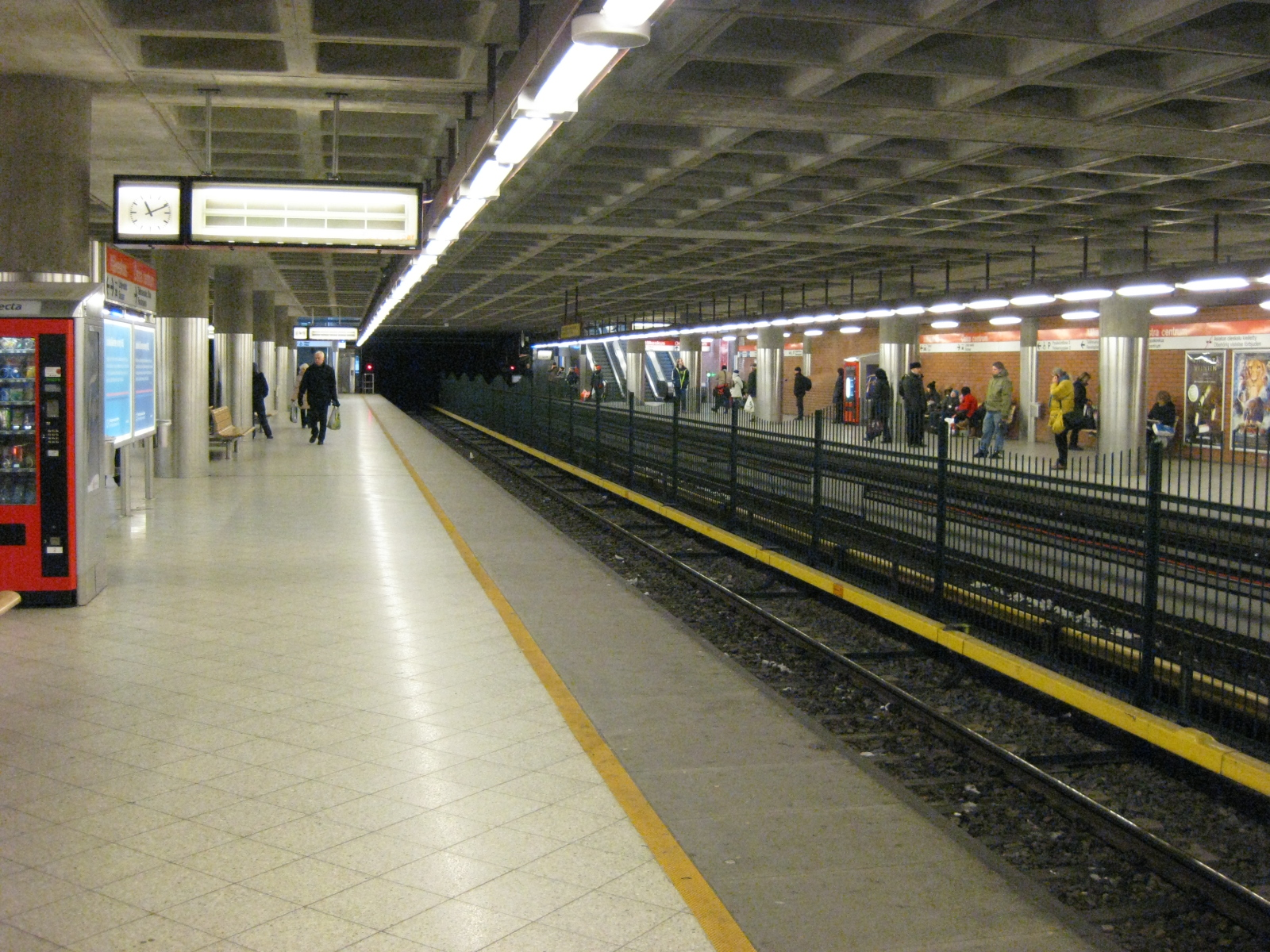
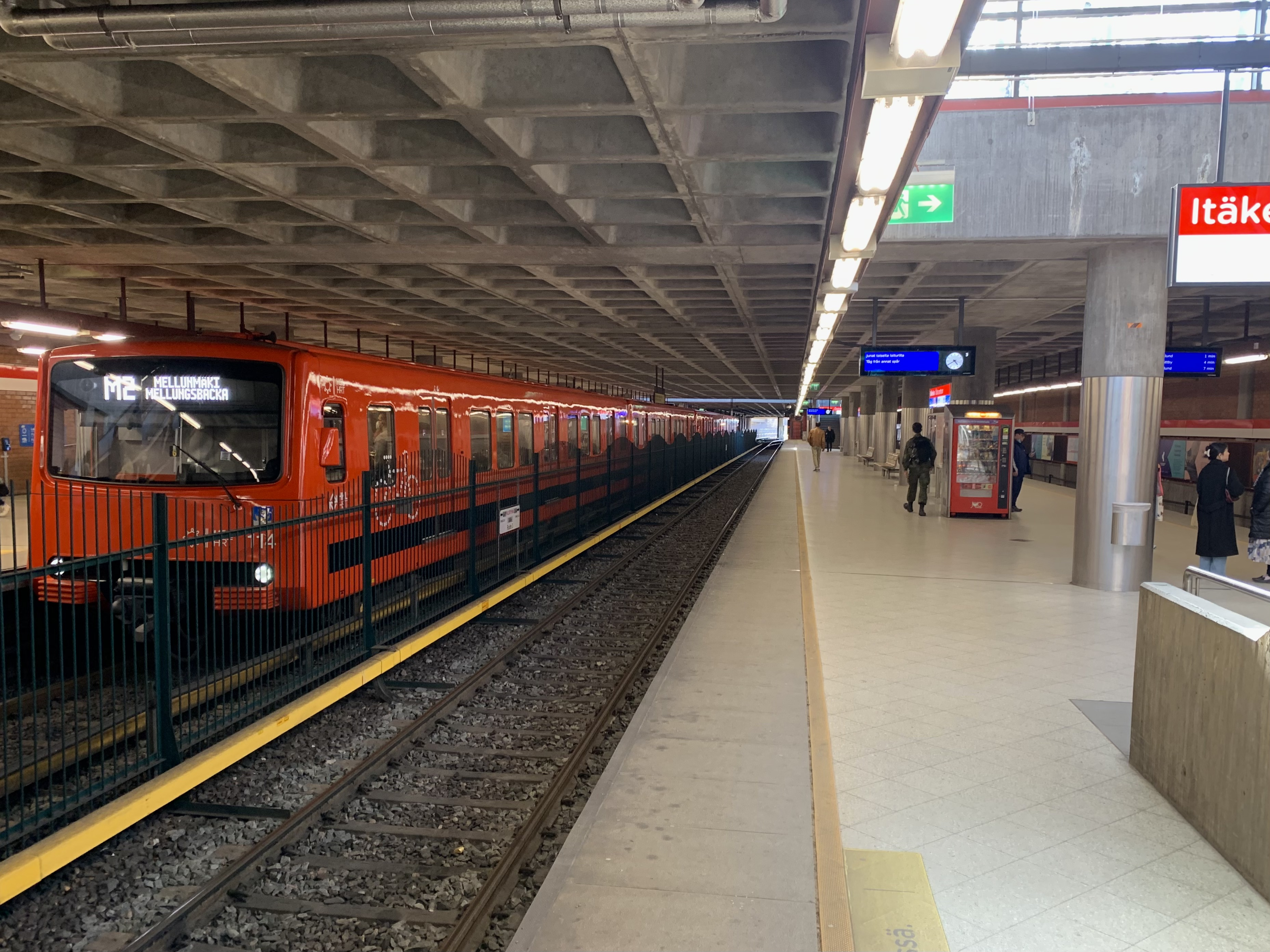

### Intermodalité
Elle dispose de parcs pour les vélos et de parking pour les véhicules. Des arrêts de bus sont desservis par les lignes 54, 80, 82, 92, 94, 95, 98, 500, 550, 554, 561, 801, 802, 805, 831, 841, 842, 843, 844 et les bus de nuit 94N, 97N eg 841N.

## À proximité
- Itis (centre commercial)